# Busto di Michelangelo Buonarroti
Il Busto di Michelangelo Buonarroti è un'opera in bronzo di Daniele da Volterra del 1564.
La scultura è stata realizzata all'indomani della morte di Michelangelo, quando l’impegno di curare il monumento sepolcrale fu assunto dal nipote Leonardo Buonarroti, che affidò l’incarico per la realizzazione del busto in bronzo a Daniele da Volterra. L’artista, che era stato uno degli amici più affezionati di Michelangelo, realizzò un ritratto di grande intensità realistica.
La testa, rifinita da un collaboratore di Daniele da Volterra, è stata prima collocata negli Horti Leonini e in seguito è passata nelle collezioni di Ferdinando I de' Medici. È conservata alla Galleria dell'Accademia di Firenze.